# Frisé (percussions)
 (février 2015).
Le frisé (par opposition au roulé) est une technique de frappe en percussions qui consiste à enchaîner un coup de baguette de chaque main.